# Caprichromis orthognathus
Caprichromis orthognathus es una especie de peces de la familia Cichlidae en el orden Perciformes.

## Morfología
Los machos pueden llegar alcanzar los 19,5 cm de longitud total.

## Hábitat
Es una especie de clima tropical. 

## Distribución geográfica
Se encuentran en África: lago Malawi.